# Pilea brevipetiolata
Pilea brevipetiolata är en nässelväxtart som beskrevs av Ignatz Urban och Ekman. Pilea brevipetiolata ingår i släktet pileor, och familjen nässelväxter. Inga underarter finns listade i Catalogue of Life.